# Elefanten vergessen nicht
Elefanten vergessen nicht (Originaltitel Elephants Can Remember) ist der 63. Kriminalroman von Agatha Christie. Es ist von der Entstehung her der letzte Roman mit den beiden Protagonisten, denn den letzten Roman mit Poirot – Vorhang – hatte Christie bereits in den 1940er Jahren geschrieben und in den Tresor einer Bank legen lassen. Er erschien zuerst im November 1972 im Vereinigten Königreich im Collins Crime Club und später im selben Jahr in den USA bei Dodd, Mead and Company. Die deutsche Erstausgabe veröffentlichte der Scherz Verlag (Bern, München, Wien) 1973 mit der bis heute verwendeten Übersetzung von Ruth Bieling.
Es ermitteln Hercule Poirot in seinem 32. Roman und Ariadne Oliver in ihrem siebenten Roman.

## Einführung
Auf einer literarischen Nachmittagsveranstaltung wird die berühmte Kriminalschriftstellerin Ariadne Oliver von einer ihr völlig unbekannten Frau angesprochen. Mrs. Burton-Cox stellt sich als die Adoptivmutter von Desmond Burton-Cox vor, der plant, eine von Mrs. Olivers Patentöchtern, Celia Ravenscroft, zu heiraten. Die Frage, die Mrs. Burton-Cox vor der Hochzeit beantwortet haben möchte, ist: hat Celias Mutter ihren Vater ermordet oder ihr Vater die Mutter?

## Handlung
Zehn Jahre zuvor waren die Leichen von General Alistair Ravenscroft und seiner Frau Margaret Molly Ravenscroft in der Nähe ihres Hauses in Overcliffe gefunden worden. Beide hatten Schussverletzungen, und ein Revolver, der zwischen beiden lag, hatte nur Fingerabdrücke beider Opfer. Die ursprüngliche Ermittlung der Polizei hatte nicht feststellen können, ob es sich um einen Doppelselbstmord handelte oder um einen Mord/Selbstmord und wer wen umgebracht hatte. Das Paar hinterließ zwei Kinder, Tochter Celia und den jüngeren Sohn Edward.
Mrs. Oliver war eine Freundin der verstorbenen Margaret Ravenscroft und lehnt das Anliegen von Mrs. Burton-Cox zuerst ab. Nach Rücksprache mit Celia lädt sie sich aber zu Poirot ein, um das Rätsel zu lösen. Sie sprechen mit den Zeugen – von den beiden Elefanten genannt –, gemeinsamen Freunden aus der Zeit des Unglücks. Sie hoffen, dass die Elefanten nichts vergessen haben, und in der Tat erinnern sich diese auch an Verschiedenes. Poirot reduziert seine Ermittlungen auf zwei Fragen: Warum hatte Margaret Ravenscroft zum Zeitpunkt ihres Todes vier Perücken und warum wurde sie vom Familienhund gebissen?
Poirot schlussfolgert aus diesen ersten Verhören auch, dass die Wahrheit tiefer in der Vergangenheit liegen muss, und so entdecken sie, dass Dolly (Dorothea) und Molly (Margaret) Preston-Grey eineiige Zwillinge waren, die im Abstand von nur wenigen Wochen starben. Während Molly im Großen und Ganzen ein wenig bemerkenswertes Leben geführt hatte, war Dollys Leben doch von zwei schweren Vorfällen geprägt, die sie einige Jahre in psychiatrischen Kliniken verbringen lassen hatten. So wurde sie beschuldigt, ihren Sohn ertränkt und auch ein Nachbarskind ermordet zu haben.
Nach ihrer Entlassung lebte Dolly in Overcliffe bei den Ravenscrofts und starb nach einem Sturz als Schlafwandlerin von der Klippe am Abend des 15. September 1960. Molly und ihr Mann starben weniger als einen Monat später am 3. Oktober.
Poirot nimmt Kontakt zu Desmond Burton-Cox auf, Celias Verlobtem, der ihm die Namen der Gouvernanten der Familie Ravenscroft nennen kann. Von ihnen erhofft er sich zu erfahren, was wirklich los war. Auch schickt er Mr. Goby los, ein wenig Licht in die Familienverhältnisse der Burton-Cox zu bringen. Und so findet er heraus, dass Desmond der uneheliche Sohn der inzwischen verstorbenen Schauspielerin Kathleen Fenn und von Mr. Burton-Cox ist. Sie hat Desmond ein beträchtliches Vermögen hinterlassen, das im Falle seines Todes an seine Adoptivmutter fallen würde. Der Versuch, seine Ehe zu verhindern, gilt also nur der Sicherung ihres Anteils an diesem Geld.
Poirot reist zu Zélie Meauhourat, die inzwischen in der Schweiz lebt, und kann sie, da nur sie die Wahrheit kennt, überzeugen, mit nach England zu kommen. Dort erklärt sie Desmond und Celia die ganze Geschichte. Dolly hatte in einem psychotischen Anfall Molly tödlich verletzt. Die Liebe Mollys zu ihrer Schwester war aber so groß, dass sie sterbend ihrem Mann das Versprechen abrang, Dolly der Polizei nicht auszuliefern. Und so nahm Dolly die Rolle ihrer Schwester ein, nur der Hund hat natürlich erkannt, dass diese Frau nicht sein „Frauchen“ ist, und Dolly gebissen. Nach der Beerdigung von Molly erschoss Alistair zuerst Dolly und dann sich selbst.
Trotz dieser traurigen Ereignisse beschließen Desmond und Celia, ihre Zukunft gemeinsam zu verbringen.

## Personen
- Hercule Poirot, der belgische Detektiv
- Ariadne Oliver, die berühmte Kriminalschriftstellerin
- Chief Superintendent Garroway, der ursprüngliche Ermittler, nun im Ruhestand
- Superintendent Spence, ein pensionierte Polizist
- Mr. Goby, ein privater Ermittler
- Celia Ravenscroft, Tochter der Opfer
- Desmond Burton-Cox, Celias Verlobter
- Mrs. Burton-Cox, Desmonds Adoptivmutter
- Dr. Willoughby, ein Psychologe, spezialisiert auf Zwillinge
- Mademoiselle Rouselle, eine Gouvernante der Ravenscrofts
- Zélie Meauhourat, eine Gouvernante der Ravenscrofts

Die Elefanten
- The Honourable Julia Carstairs, eine Bekannte der Ravenscrofts
- Mrs. Matcham, ein ehemaliges Kindermädchen der Ravenscrofts
- Mrs. Buckle, eine ehemalige Putzfrau der Ravenscrofts
- Mrs. Rosentelle, eine Friseuse und ehemalige Perückenmacherin

## Bezüge zu anderen Werken
- Superintendent Spence ist dem Leser bereits aus Der Todeswirbel, Vier Frauen und ein Mord und Die Schneewittchen-Party bekannt.
- Auch Mr. Goby ist eine wiederkehrende Rolle in den späten Poirotromanen und obwohl er in Die Schneewittchen-Party nicht persönlich auftritt, wird in Kapitel 21 an seinen Beitrag bei der Lösung dieses Falles erinnert.
- In dem Miss-Marple-Roman Ein Mord wird angekündigt erklärt der Schriftsteller Edmund Swettenham, dass er ein Theaterstück mit dem Titel Elefanten vergessen geschrieben hat.

## Verfilmungen
Dieser Roman wurde 2013 für die englische Fernsehserie Agatha Christie’s Poirot verfilmt. Die Folge wurde am 9. Juni 2013 gesendet.

## Wichtige Ausgaben
- 1972 Collins Crime Club (London), November 1972
- 1972 Dodd Mead and Company (New York)
- 1973 deutsche Erstausgabe im Scherz Verlag in der Übersetzung von Ruth Bieling[4]
- 2020 Neuausgabe unter dem Titel Elefanten vergessen nie, Hamburg: Atlantik Verlag

## Hörbücher
- 2008 Elefanten vergessen nicht (5 CDs): einzige ungekürzte Lesung. Sprecher: Martin Maria Schwarz. Regie: Hans Eckardt. Aus dem Englischen von Ruth Bieling: Verlag und Studio für Hörbuchproduktionen (Marburg)[5]